# Udo Ulfkotte
Udo Ulfkotte (Lippstadt, 1960. január 20. – 2017. január 13.) német újságíró, politológus.

## Életpályája
Jogot és politikatudományt tanult Freiburgban és Londonban. 1986 és 1998 között többnyire Közel-Keleten élt (Irak, Irán, Afganisztán, Szaúd-Arábia, Omán, Egyesült Arab Emírségek, Egyiptom, Jordánia). 1986 és 2003 között a Frankfurter Allgemeine Zeitung szerkesztője volt. 1999 és 2003 között a Konrad Adenauer Alapítvány vezetőségi tagja volt.
Amikor Közel-Keleten élt, áttért az iszlám vallásra, majd később visszatért a keresztény hitre. Heves bírálója volt országa migránspolitikájának és a német sajtónak. Több könyve jelent meg ezekben a témákban, amelyeket több nyelvre is lefordítottak. Többször felkerült a Spiegel bestseller-listájára. Két könyve magyarul is megjelent: Megvásárolt újságírók és A menekültipar.

## Könyvei (válogatás)
- Kontinuität und Wandel amerikanischer und sowjetischer Politik in Nah- und Mittelost 1967 bis 1980 (= Historische Forschungen, Band 22), Schäuble, Rheinfelden 1988, ISBN 3-87718-228-3 (Universität Freiburg im Breisgau 1987, 442 p. disszertáció).
- SOS Abendland. Die schleichende Islamisierung Europas. 2008, ISBN 978-3-938516-72-0.
- Vorsicht Bürgerkrieg! Was lange gärt, wird endlich Wut. 2009, ISBN 978-3-938516-94-2.
- Kein Schwarz. Kein Rot. Kein Gold. Armut für alle im „Lustigen Migrantenstadl“. 2010, ISBN 978-3-942016-42-1.
- Albtraum Zuwanderung. Lügen, Wortbruch, Volksverdummung. 2011, ISBN 978-3-86445-011-2.
- Gekaufte Journalisten. Wie Politiker, Geheimdienste und Hochfinanz Deutschlands Massenmedien lenken. 2014, ISBN 978-3-86445-143-0 (magyarul: Megvásárolt újságírók – Miként irányítják a politikusok, a titkosszolgálatok és a nagytőke a német tömegmédiát, Patmos Records Kiadó, 2015)
- Mekka Deutschland: Die stille Islamisierung. 2015, ISBN 978-3-86445-217-8.
- Die Asyl-Industrie. Wie Politiker, Journalisten und Sozialverbände von der Flüchtlingswelle profitieren. 2015, ISBN 978-3-86445-245-1 (magyarul: A menekültipar – Hogyan profitálnak politikusok, újságírók és civilszervezetek a menekülthullámból?, Patmos Records Kiadó, Budapest, 2016)
- Volkspädagogen. Wie uns die Massenmedien politisch korrekt erziehen wollen. 2016, ISBN 978-3-86445-388-5.
- Grenzenlos Kriminell. Was Politik und Massenmedien über die Straftaten von Migranten verschweigen. Kopp, Rottenburg 2016, ISBN 978-3-86445-306-9. szerzőtárs: Stefan Schubert, (magyarul: Határtalan bűnözés, Amit a politika és a tömegmédia a migránsok bűncselekményeiről elhallgat előlünk, Pesti Srácok 2018)

## Magyarul
- Megvásárolt újságírók; ford. Csipke Tamás, Rimaszombati Andrea, Paulinusz Viktória; Patmos Records, Bp., 2015
- A menekültipar. Hogyan profitálnak politikusok, újságírók és civilszervezetek a menekülthullámból?; ford. Rimaszombati Andrea; Patmos Records, Bp., 2016
- "Népnevelők". Akik miatt Németország utat tévesztett; ford. Filep Éva Zsuzsanna, Farkasfalvi Orsolya, Szakács Sandra; Püski, Bp., 2017
- Udo Ulfkotte–Stefan Schubert: Határtalan bűnözés. Amit a politika és a tömegmédia a migránsok bűncselekményeiről elhallgat előlünk; Pesti Srácok.hu–GerillaPresS, Bp., 2018

## Fordítás
- Ez a szócikk részben vagy egészben  az   Udo Ulfkotte című angol Wikipédia-szócikk fordításán alapul.  Az eredeti cikk szerkesztőit annak laptörténete sorolja fel. Ez a jelzés csupán a megfogalmazás eredetét és a szerzői jogokat jelzi, nem szolgál a cikkben szereplő információk forrásmegjelöléseként.
- Ez a szócikk részben vagy egészben  az   Udo Ulfkotte című német Wikipédia-szócikk fordításán alapul.  Az eredeti cikk szerkesztőit annak laptörténete sorolja fel. Ez a jelzés csupán a megfogalmazás eredetét és a szerzői jogokat jelzi, nem szolgál a cikkben szereplő információk forrásmegjelöléseként.